# Skrajnia kolejowa

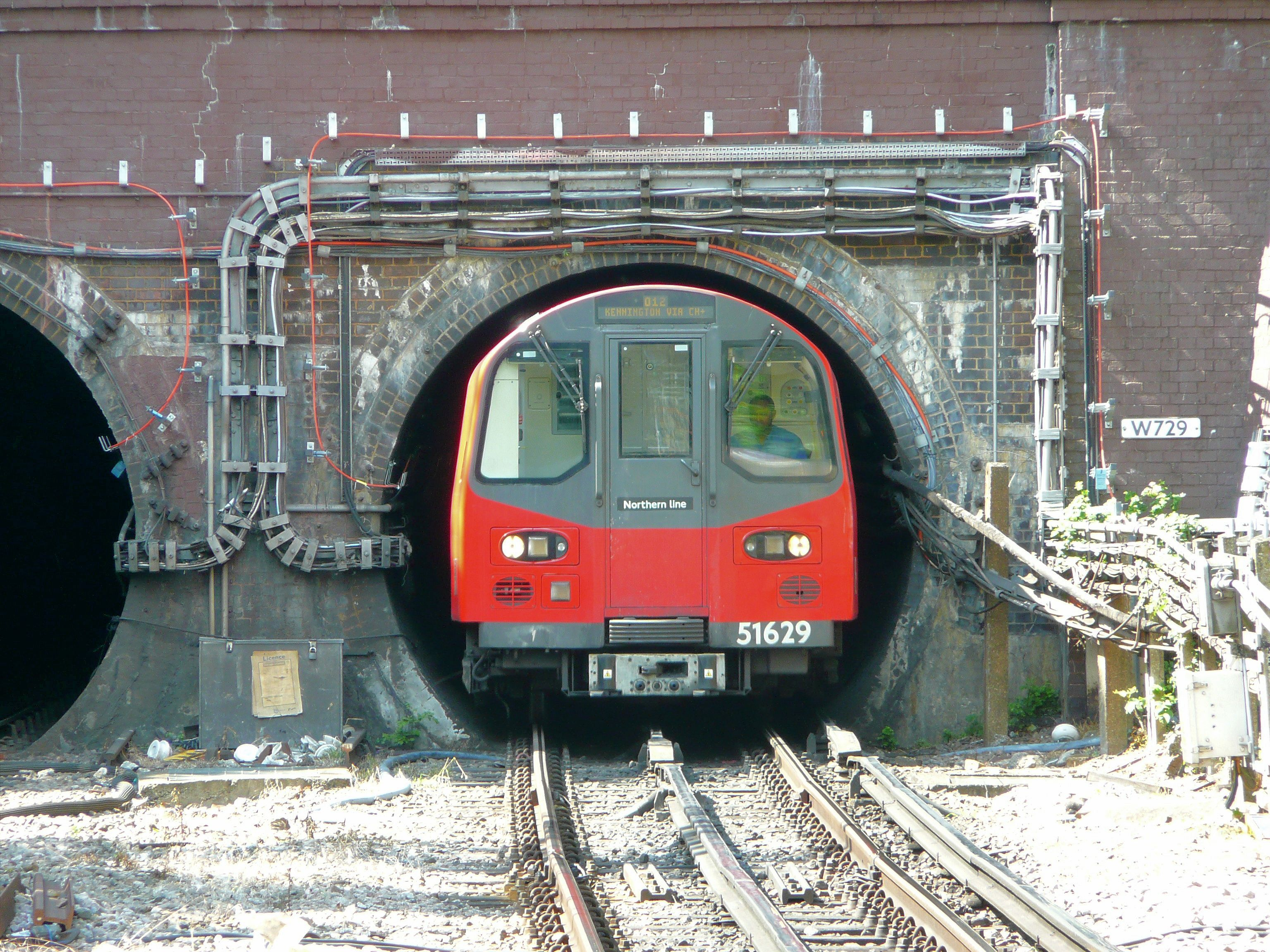
Skrajnia tunelu na przykładzie linii Northern Line metra londyńskiego przy stacji Hendon Central

Skrajnia kolejowa – zbiór przepisów, w tym kontur odniesienia oraz towarzyszące mu zasady obliczeń umożliwiający określenie zewnętrznych wymiarów pojazdu oraz przestrzeni, jaką należy udostępnić w obrębie infrastruktury.
Stanowi obrys, poza który nie mogą wystawać elementy taboru (skrajnia taboru) i budowli (skrajnia budowli), aby umożliwić swobodny ruch pojazdów szynowych. Skrajnie (skrajnia taboru mieści się w skrajni budowli) określają przestrzeń przeznaczoną wyłącznie do poruszania się taboru kolejowego, wewnątrz której nie mogą się znajdować jakiekolwiek elementy – także należące do sieci trakcyjnej prócz przewodu jezdnego i jego wieszaków.
Systemy wydzielone np. metro, tramwaj, WKD, koleje wąskotorowe mogą mieć własne skrajnie, natomiast w systemie kolei ogólnej konieczne jest zachowanie wspólnego, zgodnego z normą, obrysu. Skrajnia rosyjska jest związana ze zwiększoną szerokością toru, wagony takie mogą przejeżdżać przez inne kraje po wyznaczonych trasach, gdzie spełnione są także jej warunki.
Kształty skrajni są regulowane przez przepisy ogólnoeuropejskie i państwowe. Odwzorowaniem kształtu skrajni jest kształt osobowych wagonów piętrowych, gdzie konieczne jest zakrzywianie ścian górnej części wagonu.
Istnieją cztery odmiany skrajni dla kolei normalnotorowej:
- skrajnia A – dla linii niepodlegających elektryfikacji,
- skrajnia B – dla linii zelektryfikowanych z siecią górną dla budowli istniejących,
- skrajnia C – dla linii zelektryfikowanych z siecią górną dla nowych budowli ciężkich,
- skrajnia D – dla linii zelektryfikowanych z siecią górną dla nowych budowli lekkich.

Podane powyżej opisy skrajni A, B, C i D odpowiadają opisom dla skrajni budowli, natomiast skrajnia taboru, według normy PN-K-02056:19704
- Tabor kolejowy normalnotorowy
  - A – skrajnia taboru dla ruchu międzynarodowego uwzględniająca wszystkie rodzaje pojazdów szynowych z wyjątkiem elektrycznych pojazdów trakcyjnych.
  - B – skrajnia taboru dla ruchu wewnętrznego (krajowego) uwzględniająca wszystkie rodzaje pojazdów szynowych.